# Asilus piceus
Asilus piceus là một loài ruồi trong họ Asilidae. Asilus piceus được Hine miêu tả năm 1909. Loài này phân bố ở vùng Tân Bắc giới.